# 钟爱华
钟爱华（钟仁溥，Lemuel Nelson Bell，1894年7月30日—1973年8月2日）美南长老会在华医疗传教士，清江浦仁慈医院院长，著名福音布道家葛培理的岳父，对葛培理影响颇深。
钟爱华出生於美國弗吉尼亚州的朗戴尔(Longdale)富裕的商人家庭，父母为敬虔的長老會信徒。年轻时是棒球手。1916年，22岁的钟爱华毕业于弗吉尼亚醫學院，受美南长老会派遣，携新婚妻子Virginia Leftwich Bell，来到中国江苏省北部的清江浦（今淮安市区），担任仁慈医院的外科主任和行政院长。接替林嘉美（James Woods）院长。与清江浦宣教站由家雅各（Jimmy Graham）牧师同工。
钟爱华将仁慈医院发展到380张病床，成为当时全球最大的长老会医院，以及全球治疗黑热病最为成功的医院。
钟爱华虽然医务繁忙，医院也有专职牧师，但是他仍将传教放在首位，同样注意病人身体和灵魂的需要。每次手术前都要为病人和手术祷告。
1939年，日軍攻陷当时江苏省的临时省会清江浦，钟爱华不顾领事的劝阻，仍然坚持留下。1941年5月19日太平洋战争爆发前夕，钟爱华一家离开清江浦回到美国，定居在北卡罗来纳州蒙特利特蒙特利特，女儿钟路得家的街对面 。
钟爱华夫妇在清江浦生下了4名子女：Rosa（羅莎）、Ruth（钟路得，葛培理的妻子）、Virginia、Clayton。  
钟爱华是他女婿、著名福音布道家葛培理（Billy Graham）的顾问。他建议葛培理将期刊最终命名为《今日基督教》（Christianity Today），并担任执行编辑，经常往返于华盛顿和Montreat之间，在该杂志上写作"A Layman and His Faith," （平信徒与信仰）定期专栏。钟爱华的文章和社论获得宾夕法尼亚州的保守的福奇谷自由基金會（Freedoms Foundation at Valley Forge）的七个奖项。1972年，77岁的钟爱华当选美南长老会大会主席。1973年，钟爱华在蒙特利特家中去世，享年79岁。

## 传记
- John Charles Pollock（约翰·查尔斯·波洛克）：《一个洋鬼子在中国：钟爱华博士的故事》（"A Foreign Devil in China: The Story of Dr. L. Nelson Bell,"），World Wide Publications, 1971